# Xenicotela
Xenicotela es un género de escarabajos longicornios de la subfamilia Lamiinae. Fue descrito por Henry Walter Bates en 1884.

## Especies
- Xenicotela bimaculata (Pic, 1925)
- Xenicotela binigricollis (Breuning, 1965)
- Xenicotela convexicollis (Gressitt, 1942)
- Xenicotela distincta (Gahan, 1888)
- Xenicotela griseomaculata Xie, Barclay y Chen, 2022
- Xenicotela mucheni Xie, Barclay y Wang, 2023
- Xenicotela pardalina (Bates, 1884)
- Xenicotela villiersi (Breuning, 1960)